# Liste over counties i Ohio
Liste over amter i Ohio. Den amerikanske delstat Ohio består af 88 amter (counties).
| county            | Grundlagt | Hovedsæde        |
| ----------------- | --------- | ---------------- |
| Adams County      | 1797      | West Union       |
| Allen County      | 1820      | Lima             |
| Ashland County    | 1846      | Ashland          |
| Ashtabula County  | 1807      | Jefferson        |
| Athens County     | 1805      | Athens           |
| Auglaize County   | 1848      | Wapakoneta       |
| Belmont County    | 1801      | St. Clairsville  |
| Brown County      | 1818      | Georgetown       |
| Butler County     | 1803      | Hamilton         |
| Carroll County    | 1833      | Carrollton       |
| Champaign County  | 1805      | Urbana           |
| Clark County      | 1818      | Springfield      |
| Clermont County   | 1800      | Batvia           |
| Clinton County    | 1810      | Wilmington       |
| Columbiana County | 1803      | Lisbon           |
| Coshocton County  | 1810      | Coshocton        |
| Crawford County   | 1820      | Bucyrus          |
| Cuyahoga County   | 1807      | Cleveland        |
| Darke County      | 1808      | Greenville       |
| Defiance County   | 1845      | Defiance         |
| Delaware County   | 1808      | Delaware         |
| Erie County       | 1838      | Sandusky         |
| Fairfield County  | 1800      | Lancaster        |
| Fayette County    |           | Washington       |
| Franklin County   | 1803      | Columbus         |
| Fulton County     | 1850      | Wauseon          |
| Gallia County     | 1803      | Gallipolis       |
| Geauga County     | 1806      | Chardon          |
| Greene County     |           | Xenia            |
| Guernsey County   |           | Cambridge        |
| Hamilton County   |           | Cincinnati       |
| Hancock County    |           | Findlay          |
| Hardin County     |           | Kenton           |
| Harrison County   |           | Cadiz            |
| Henry County      |           | Napoleon         |
| Highland County   |           | Hillsboro        |
| Hocking County    |           | Logan            |
| Holmes County     |           | Millersburg      |
| Huron County      |           | Norwalk          |
| Jackson County    |           | Jackson          |
| Jefferson County  |           | Steubenville     |
| Knox County       |           | Mount Vernon     |
| Lake County       |           | Painesville      |
| Lawrence County   |           | Ironton          |
| Licking County    |           | Newark           |
| Logan County      |           | Bellefontaine    |
| Lorain County     |           | Elyria           |
| Lucas County      |           | Toledo           |
| Madison County    |           | London           |
| Mahoning County   |           | Youngstown       |
| Marion County     |           | Marion           |
| Medina County     |           | Medina           |
| Meigs County      |           | Pomeroy          |
| Mercer County     |           | Celina           |
| Miami County      |           | Troy             |
| Monroe County     |           | Woodsfield       |
| Montgomery County |           | Dayton           |
| Morgan County     |           | McConnelsville   |
| Morrow County     |           | Mount Gilead     |
| Muskingum County  |           | Zanesville       |
| Noble County      |           | Cladwell         |
| Ottawa County     |           | Port Clinton     |
| Paulding County   |           | Paulding         |
| Perry County      |           | New Lexington    |
| Pickaway County   |           | Circleville      |
| Pike County       |           | Waverly          |
| Portage County    |           | Ravenna          |
| Preble County     |           | Eaton            |
| Putnam County     |           | Ottawa           |
| Richland County   |           | Mansfield        |
| Ross County       |           | Chillicothe      |
| Sandusky County   |           | Fremont          |
| Scioto County     |           | Portsmouth       |
| Seneca County     |           | Tiffin           |
| Shelby County     |           | Sidney           |
| Stark County      |           | Canton           |
| Summit County     |           | Akron            |
| Trumbull County   |           | Warren           |
| Tuscarawas County |           | New Philadelphia |
| Union County      |           | Marysville       |
| Van Wert County   |           | Van Wert         |
| Vinton County     |           | McArthur         |
| Warren County     |           | Lebanon          |
| Washington County |           | Marietta         |
| Wayne County      |           | Wooster          |
| Williams County   |           | Bryan            |
| Wood County       |           | Bowling Green    |
| Wyandot County    |           | Upper Sandusky   |